# Neodvisnost
Neodvisnost države, organizacije ali veje oblasti pomeni samoupravo, za razliko od vladanja nekoga drugega. Neodvisnost se včasih doseže z nasilno odcepitvijo ali prevratom, in je razlog za vsakoletno praznovanje zmagovalca.